# Megaherpystis
Megaherpystis là một chi bướm đêm thuộc phân họ Olethreutinae trong họ Tortricidae.

## Các loài
- Megaherpystis agmatophora Diakonoff, 1989
- Megaherpystis eusema Diakonoff, 1969